# Густав Радбрух
Густав Ламберт Радбрух (21 листопада 1878, м. Любек — 23 листопада 1949, м. Гайдельберг) — німецький правознавець і політик. Був міністром юстиції Німеччини протягом раннього Веймарського періоду. Радбрух також вважається одним з найвпливовіших філософів права 20-го століття.

## Біографія
Вивчав право в Мюнхені, Лейпцигу та Берліні. В 1902 році захистив докторську дисертацію на тему «Теорія адекватної причинності».
З 1903 року викладав кримінальне право в Гайдельберзі.
У 1904 році був призначений професором кримінального і судового права та філософії права в Гайдельберзі.
У 1914—1919 рр. — штатний екстраординарний професор у Кенігсберзі.
В 1919—1926 рр. — ординарний професор кримінального права та філософії права Кільського університету.

## Наукова робота
Філософія права Радбруха сталася від неокантіанства, яке передбачає, що існує категоричний розкол між «is» (sein) і «належним» (sollen). Відповідно до цієї точки зору, «слід» ніколи не може походити від «буття». Показовим для гайдельбергской школи неокантіанства, до якої приєднався Радбрух, було те, що вона інтерпольованого пов'язані з цінностями культурологічні дослідження між пояснювальними науками (буття) і філософськими навчаннями про цінності (має). Його могила в Гайдельберзі.  Відносно права цей тріадізм проявляє себе в підполях правової соціології, філософії права і правової догми. Правова догма займає проміжне положення. Він протиставляє себе позитивному праву, оскільки останній зображує себе в соціальній реальності і методологічно в об'єктивному сенсі закону «має бути», яке проявляється через ціннісну інтерпретацію. Ядро філософії права Радбруха складається з його положень, концепції права і ідеї права. Ідея закону визначається через тріаду справедливості, корисності і достовірності. Таким чином у Радбруха ідея корисності або корисності виникла з аналізу ідеї справедливості. На цій виставі була заснована формула Радбруха, яка до сих пір активно обговорюється. Концепція закону для Радбруха — це «не що інше, як даний факт, який має сенс служити ідеї закону».
Гостра суперечка викликає питання, чи був Радбрух до 1933 року юридичним позитивістом і змінив своє мислення через прихід нацизму, або ж він продовжував розвивати під враженням нацистських злочині своє вчення про релятивістських цінностях, і пропагував вже до 1933 року. Проблема протиріччя між духом і буквою закону в Німеччині знову привернула увагу громадськості через судових процесів над колишніми східнонімецькими солдатами, які охороняли Берлінську стіну, — так звана необхідність підкорятися наказам. Теорії Радбруха протиставляються позитивістським «чисто юридичним принципам», представленим Гансом Кельзеном і, в деякій мірі, також і Георгом Еллинеком.
Загалом, формула Радбруха в стверджує, що там, де статутне право несумісне з вимогами справедливості «до неприпустимою ступеня», або коли закон був явно розроблений таким чином, що навмисно зводить нанівець «рівності, яке є ядром всієї справедливості» і суддя повинен ігнорувати закон на користь принципу справедливості. З моменту його першої публікації в 1946 році цей принцип був прийнятий Федеральним конституційним судом Німеччини в цілому ряді випадків. Багато людей частково звинувачують старішу німецьку правову традицію легального позитивізму в легкості, з якою Гітлер отримав владу зовні «легальним» способом, а не за допомогою перевороту. Можливо, перехід до концепції природного права повинен діяти як гарантія проти диктатури, необмеженої державної влади і скасування цивільних прав.